# Aquilué
Aquilué ist ein spanischer Ort im Pyrenäenvorland in der Provinz Huesca der Autonomen Gemeinschaft Aragonien. Es ist das historische Quellgebiet des Val d'Aquilué oder Tals des Flusses Matriz oder Rematriz.  Aquilué ist ein Ortsteil der Gemeinde Caldearenas. Der Ort hatte 19 Einwohner im Jahr 2021.

## Einwohnerentwicklung
Im folgenden Abschnitt sind die jeweiligen Jahre und die dazugehörigen Einwohnerzahlen aufgelistet.
| Jahr | Einwohnerzahl |
| ---- | ------------- |
| 1900 | 132           |
| 1910 | 117           |
| 1920 | 112           |
| 1930 | 120           |
| 1940 | 109           |
| 1950 | 79            |
| 1960 | 80            |
| 1970 | 51            |
| 1981 | 36            |
| 1991 | 30            |
| 2001 | 26            |
| 2011 | 27            |
| 2021 | 19            |